# Quincuagésimo cumpleaños de Adolf Hitler

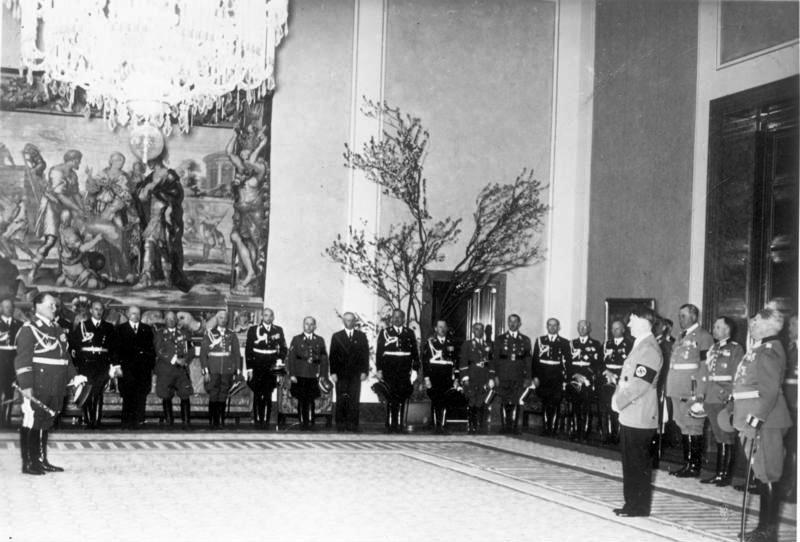
El Gobierno de la Alemania nazi felicita a Hitler en la Cancillería del Reich, en Berlín.

El quincuagésimo cumpleaños de Adolf Hitler se celebró el 20 de abril de 1939 con una fiesta nacional a lo largo de toda la Alemania nazi y otras partes del mundo. Se enviaron regalos y telegramas de felicitación tanto desde otras partes del territorio alemán como desde los demás países del Eje. Los Aliados ignoraron el evento a nivel diplomático. La celebración del cumpleaños se compuso, entre otros eventos, del desfile más multitudinario de la historia del Tercer Reich, con unidades de las fuerzas terrestres, aéreas, marinas y paramilitares; en total, más de 50 000 hombres.

## Celebraciones

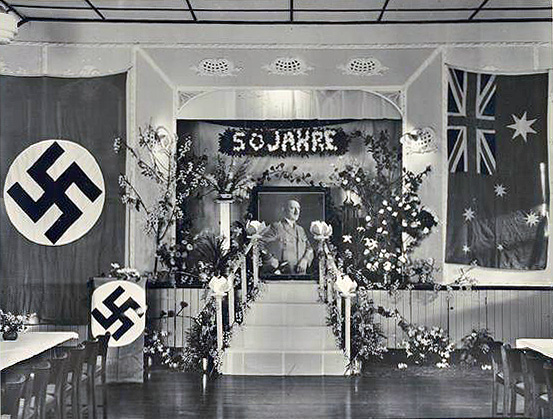
Celebración del quincuagésimo cumpleaños de Hitler en un club alemán situado en Australia.

El 18 de abril de 1939, el Gobierno de la Alemania nazi declaró el día del cumpleaños de su Führer Adolf Hitler, el 20 de abril, fiesta nacional. Las festividades se celebraban en todos los municipios del país, así como en la Ciudad libre de Danzig. El historiador británico Ian Kershaw apunta que los eventos que el ministro de Propaganda nazi, Joseph Goebbels, organizó en Berlín fueron «un asombroso y extravagante culto al Führer. La efusividad en la adulación superó la de cualquier aniversario anterior».
Las festividades comenzaron la tarde anterior al día del cumpleaños. Hitler encabezó una comitiva de cincuenta limusinas blancas que recorrió el recién completado Eje Este-Oeste, diseñado por Albert Speer para desempeñar la función de bulevar central de la Welthauptstadt Germania, que sería la nueva capital después de que Alemania se impusiera en la Segunda Guerra Mundial. Hitler, que había anticipado que Speer pronunciaría un discurso, encontró divertido el hecho de que este anunciara brevemente que la obra ya decía suficiente por sí sola. El siguiente acto consistió en una procesión de antorchas procedentes de toda Alemania, que Hitler oteó desde un balcón de la Cancillería del Reich.

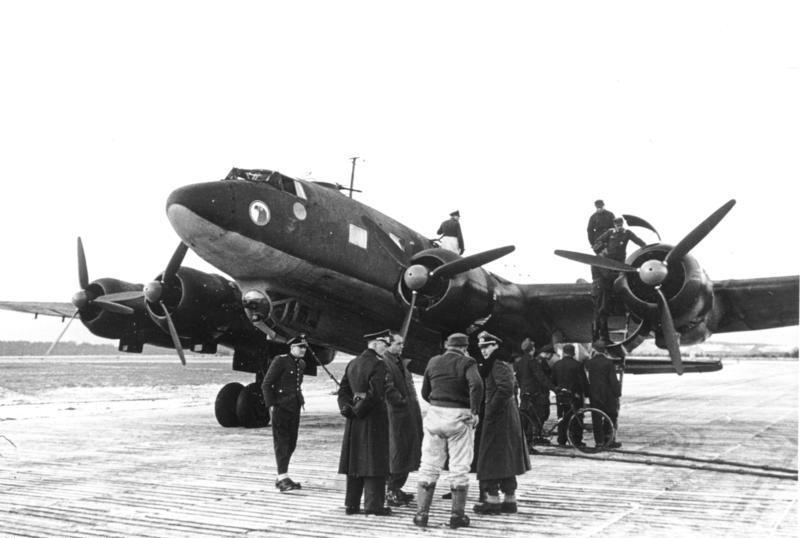
El Focke-Wulf Fw 200 Condor personal de Hitler.

Más tarde, a medianoche, los cortesanos de Hitler lo felicitaron y le entregaron sus regalos, incluyendo «estatuas de bronce fundido, porcelanas de Meissen, pinturas al óleo, tapices, monedas poco comunes, armas antiguas y muchos más regalos, gran parte de ellos kitsch. A Hitler le gustaron mucho algunos, se rio de otros e ignoró la mayoría». Speer le entregó a Hitler una maqueta a escala del gigantesco arco del triunfo que había esbozado para la reconstrucción de Berlín, mientras que el piloto de Hitler, Hans Baur, le dio un modelo de la «máquina del Führer», un cuatrimotor monoplano denominado Focke-Wulf Fw 200, que estaba previsto que fuera el aeroplano oficial de Hitler a partir de finales de ese año.

## Desfile militar

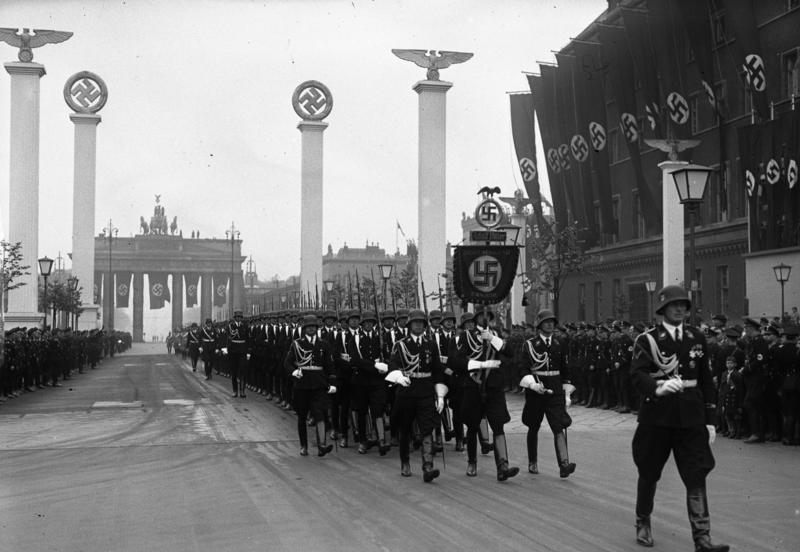
Los soldados de la 1.ª División Leibstandarte SS Adolf Hitler marchan por Berlín como parte del desfile militar.

De entre todos los eventos que conformaron las celebraciones, el gran desfile militar que los nazis desplegaron para mostrar sus capacidad militar fue uno de los más relevantes. Uno de sus objetivos consistía en lanzar un aviso a las fuerzas aliadas. El desfile, que duró cerca de cinco horas, lo protagonizaron doce compañías de la Luftwaffe, doce del Ejército terrestre y otras doce de la Marina, así como unidades de la Schutzstaffel (SS). En total, participaron entre 40 000 y 50 000 soldados. 162 aviones de guerra sobrevolaron Berlín. Veinte mil oficiales invitados y varios cientos de miles de espectadores presenciaron el desfile. Destacaron las piezas de artillería aéreas de largo alcance y se prestó especial atención a la artillería motorizada y al desarrollo de las unidades de defensa aérea. Goebbels, encargado de organizar el evento, transmitió el siguiente mensaje al pueblo alemán:

El Reich se asienta sobre la sombra de la espada alemana. El comercio y la industria, así como la vida cultural y nacional, florecen gracias a la garantía que ofrecen las fuerzas militares. El nombre de Herr Hitler es nuestro programa político. La imaginación y el realismo se conjugan armoniosamente en el Führer.

Líderes militares de todo el país instaron a sus tropas a celebrar el día. Algunos de ellos, como el mayor general —más tarde llegaría a ser Generalfeldmarschall— Erich von Manstein, hicieron muestras de especial efusividad en sus alabanzas al comandante supremo. Los oficiales invitados, que representaban a un total de veintitrés países, también participaron en las celebraciones. El enviado del papa, Cesare Orsenigo, el presidente de la República Eslovaca Jozef Tiso, los líderes de los diferentes brazos de las fuerzas armadas de la Alemania nazi y los alcaldes de las ciudades alemanas enviaron sus regalos a la cancillería. Hitler y Benito Mussolini se intercambiaron telegramas en los que se aseguraban que la amistad entre Alemania y el Reino de Italia —ambos regímenes fascistas por aquel entonces— no se resquebrajaría por la presión de los enemigos. Los embajadores de Reino Unido, Francia y Estados Unidos no estuvieron presentes en el desfile, ya que se habían retirado del país tras la marcha de Hitler sobre Checoslovaquia que había tenido lugar en 1938. El chargé d'affaires Raymond H. Geist representó a los Estados Unidos en el desfile de las tropas. Aun así, el presidente estadounidense, Franklin D. Roosevelt, no felicitó a Hitler por su cumpleaños, puesto que el alemán tampoco enviaba regalos a nadie, a no ser que fueran monarcas en el poder. El rey británico, Jorge VI, envió un mensaje de felicitación a Hitler; sin embargo, a tenor de las tensas relaciones entre los dos países, sus consejeros le habían recomendado al rey que dejase pasar su cumpleaños. No hubo representación polaca en el desfile.

## Conmemoración

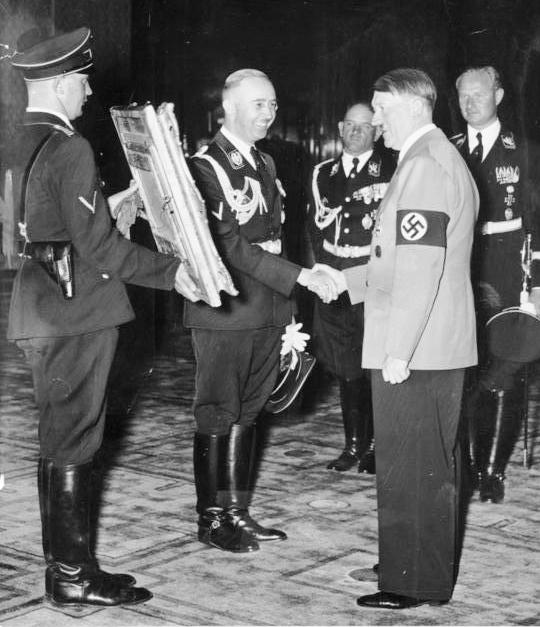
El Reichsführer-SS Heinrich Himmler le entrega su regalo a Hitler.

Con motivo del quincuagésimo cumpleaños de Hitler, se publicó una edición de lujo conmemorativa de Mein Kampf, el manifiesto político y autobiografía del líder alemán. Se conoció con el nombre de Jubiläumsausgabe, que puede traducirse como «edición de aniversario». Estaba disponible con el lomo tanto en azul oscuro como en rojo, con una espada de oro en la cubierta. El autor y fotógrafo alemán Heinrich Hoffmann escribió un libro acerca del quincuagésimo cumpleaños de Hitler, titulado Ein Volk ehrt seinen Führer —«Una nación honra a su líder»—. Asimismo, el compositor Hans Rehberg compuso un himno para la ocasión. Hitlers 50. Geburtstag —«El 50.º cumpleaños de Hitler»—, una película conmemorativa del aniversario, es considerado un importante exponente de la propaganda nazi. Posteriormente, se reprodujo nuevamente para que las audiencias de las Youth Film Hours, que se organizaban los domingos, la pudieran ver.

## Regalos de cumpleaños
La Ciudad libre de Danzig nombró a Hitler ciudadano honorario como regalo por su cumpleaños. Este recibió los documentos que lo acreditaban como tal de manos de Albert Forster, el líder nazi en la localidad. La tensión política y militar entre Alemania y Polonia era elevada en aquella época e, incluso, la revista Time comentó la posibilidad de que Alemania se volviera a hacer con el control de Danzig. Martin Bormann, el secretario privado de Hitler, hizo que se construyera el Nido del Águila. A Hitler, sin embargo, no le gustó el regalo, puesto que tenía miedo a las alturas. A causa de su indigestión, Hitler no bebía alcohol, razón por la que una cervecería de Múnich creó una serie de botellas bajas en alcohol para regalársela. De ahí en adelante, el Führer le hizo pedidos de manera regular.
Con motivo del cumpleaños de Hitler, las familias que percibían pocos ingresos recibieron de regalo quince reichsmarks, a los que se añadieron cinco para cada dependiente, haciendo un total de trece millones en todo el Estado.

### Citas
1. 1 2 3 4 5 6 7 8  Kershaw, 2000, pp. 183-185.
2. ↑  Speer, 1970, p. 148.
3. ↑  Speer, 1970, p. 286.
4. ↑  Sterling, 2008, p. 182.
5. 1 2 3 4  Pittsburgh Press, 1939.
6. 1 2 3 4  Miami Daily News, 1939.
7. 1 2  Age, 1939.
8. ↑  San Jose Evening News, 1941.
9. 1 2  Daily Mail, 2009.
10. ↑  Stein, 2007, p. 58.
11. ↑  Prescott Evening Courier, 1939.
12. ↑  Norwalk Hour, 1939.
13. ↑  Pittsburgh Press, 1939a.
14. ↑  Evening Independent, 1939.
15. ↑  Jerusalem Post, 2003.
16. ↑  Hoffmann, 1997, p. 104.
17. ↑  Time Magazine, 1939.
18. ↑  Tagesspiegel, 1939.
19. ↑  Life Magazine, 1939.
20. ↑  Daily Mail, 2011.

#### Impresas
- Hoffmann, Hilmar (1997). The Triumph of Propaganda: Film and National Socialism, 1933–1945. Berghahn Books. ISBN 978-1-57181-122-6.
- Kershaw, Ian (2000). Hitler: 1936–1945: Nemesis. Norton Publishing. ISBN 978-0-393-32252-1.
- Speer, Albert (1970). Inside the Third Reich. Orion Books. ISBN 978-1-84212-735-3.
- Stein, Marcel (2007). Field Marshal Von Manstein: The Janushead – A Portrait. Helion & Company. ISBN 978-1-906033-02-6.
- Sterling, Christopher (2008). Military Communications: From Ancient Times to the 21st Century. ABC-CLIO. ISBN 978-1-85109-732-6.

#### En línea
- 1,500,000 Watch Parade As Nazis Celebrate (en inglés). Pittsburgh Press. 20 de abril de 1939. Consultado el 6 de mayo de 2018.
- Adolf Hitler (en inglés). Life. 25 de septiembre de 1939. Consultado el 6 de mayo de 2018.
- Foreign News: Birthday Present? (en inglés). Time. 24 de abril de 1939. Consultado el 6 de mayo de 2018.
- George VI Sends Hitler Congratulatory Message (en inglés). Pittsburgh Press. 20 de abril de 1939. Consultado el 6 de mayo de 2018.
- Hitler's commemorative timepiece: Rare limited edition watch created for dictator's 47th birthday is discovered by Polish customs officials (en inglés). Daily Mail. 7 de marzo de 2011. Consultado el 6 de mayo de 2018.
- Hitler, Duce Repledge Aid (en inglés). The Prescott Evening Courier. 21 de abril de 1939. Consultado el 6 de mayo de 2018.
- Hitler Holds Great Display of Militarism (en inglés). San Jose Evening News. 20 de abril de 1941. Consultado el 6 de mayo de 2018.
- Hitler Proudly Parades Big Guns At Celebration (en inglés). The Miami Daily News.
- How Hitler's 50th Birthday Party Sparked World War II (en inglés). Daily Mail. 17 de abril de 2009. Consultado el 6 de mayo de 2018.
- Luxury Edition of Mein Kampf Honors Hitler (en inglés). Evening Independent. 21 de abril de 1939. Consultado el 6 de mayo de 2018.
- Nazy Play Revived (en inglés). The Jerusalem Post. 18 de noviembre de 2003.
- Roosevelt Will Not Congratulate Hitler (en inglés). The Norwalk Hour. 20 de abril de 1939. Consultado el 6 de mayo de 2018.
- Wo Hitler Schwindlig Wurde (en alemán). Der Tagesspiegel. 21 de octubre de 1939. Consultado el 6 de mayo de 2018.
- Worship of Hitler (en inglés). The Age. 21 de abril de 1939. Consultado el 6 de mayo de 2018.